# غريغ الكسندر
غريغ الكسندر (بالإنجليزية: Gregg Alexander)‏ هو منتج أسطوانات ومغني وكاتب أغاني وفنان الشارع أمريكي، ولد في 4 مايو 1972 في غروس بوينت في الولايات المتحدة.

## وصلات خارجية
- غريغ الكسندر على موقع IMDb (الإنجليزية)
- غريغ الكسندر على موقع ميوزك برينز (الإنجليزية)
- غريغ الكسندر على موقع أول ميوزيك (الإنجليزية)
- غريغ الكسندر على موقع ديسكوغز (الإنجليزية)
- غريغ الكسندر على موقع قاعدة بيانات الفيلم (الإنجليزية)